# Căinari (stație c.f.), Căușeni
Căinari - stație de cale ferată este un sat-stație de cale ferată din cadrul orașului Căinari din raionul Căușeni, Republica Moldova.

## Demografie

### Structura etnică
Structura etnică a localității conform recensământului populației din 2004:
| Grup etnic                    | Populație | % Procentaj |
| ----------------------------- | --------- | ----------- |
| Băștinași declarați Moldoveni | 246       | 75,46%      |
| Ucraineni                     | 39        | 11,96%      |
| Ruși                          | 30        | 9,20%       |
| Bulgari                       | 7         | 2,15%       |
| Găgăuzi                       | 2         | 0,61%       |
| Alții                         | 2         | 0,61%       |
| Total                         | 326       |             |